# Josef Frank
Josef Frank (født 15. juli 1885 i Baden bei Wien i Østrig, død 8. januar 1967 i Stockholm) var en østrigsk-svensk arkitekt, designer og professor i arkitektur i New York. Han var en af funktionalismens pionerer.
Frank studerede arkitektur 1908 ved Technische Universität Wien og praktiserede derefter blandt andet hos Bruno Möhring i Berlin. 1919-1925 fungerede Josef Frank som lærer ved Wien Universitet for Anvendt Kunst, hvor han arbejdede med arkitektur og design. Blandt Franks tidlige arkitektoniske værker er arbejderbebyggelser i Ortmann i Pernitz (1919-1921). I 1927 var han repræsenteret på udstillingen Weissenhofsiedlung i Stuttgart, og i 1932 var han hovedansvarlig for boligudstillingen Werkbundsiedlung i Wien.
Omkring 1910 begyndte Frank at udvikle og designe møbler og tekstiler, som matchede hans indretningsarkitektoniske idealer. Han kom i kontakt med den svenske designvirksomhed Svenskt Tenns grundlægger, Estrid Ericson, i slutningen af 1920'erne. Da Frank på grund af sin jødiske oprindelse blev tvunget i landflygtighed i 1933, rejste han til Stockholm. Her arbejdede han først og fremmest med møbel- og boligindretningsdesign, og han designede møbler, tapeter og boligtekstiler for Svenskt Tenn i Stockholm.